# Notre Dame du Haut
Notre Dame du Haut (česky: kaple Panny Marie na výšinách) je kaple, zkráceně známá jako Ronchamp. Byla dokončena v roce 1954 a je považována za jeden z nejlepších příkladů architektury Le Corbusiera a jeden z nejdůležitějších a úspěšných příkladů moderní náboženské architektury 20. století. V roce 2016 byla zařazena na seznam Světového kulturního a přírodního dědictví UNESCO. Kaple stojí na kopci Bourlémont nad městečkem Ronchamp (odtud její zažité ale nepřesné pojmenování) na místě původního gotického kostela, který byl zničen roku 1944 dělostřeleckými granáty.

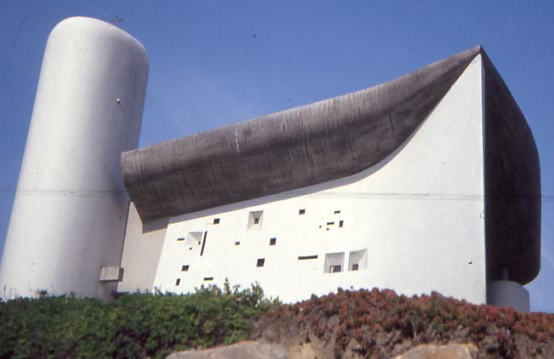
Model kaple v parku Mini-Europe v Bruselu

Primitivní inspirace a expresivnost vnějšího vzhledu kontrastuje se spirituálním klidem vnitřku. Ti, pro které byl Le Corbusier šampion doby strojů, viděli kapli jako iritující. Jiní viděli organické formy jako humánní dosažení moderní architektury a jeho modulární proporce jako důkaz jeho základní racionalizace. Malá barevná okna v hrubých stěnách připomínají úzké prostory gotických hradů, ale vizuálně je kaple opakem gotické katedrály. Má drsný a těžký exteriér s kontrastními hranatými a oblými tvary, ukrývající prostou jeskyni, představující pravý opak lehké a vysoce stylizované gotiky.

## Situace

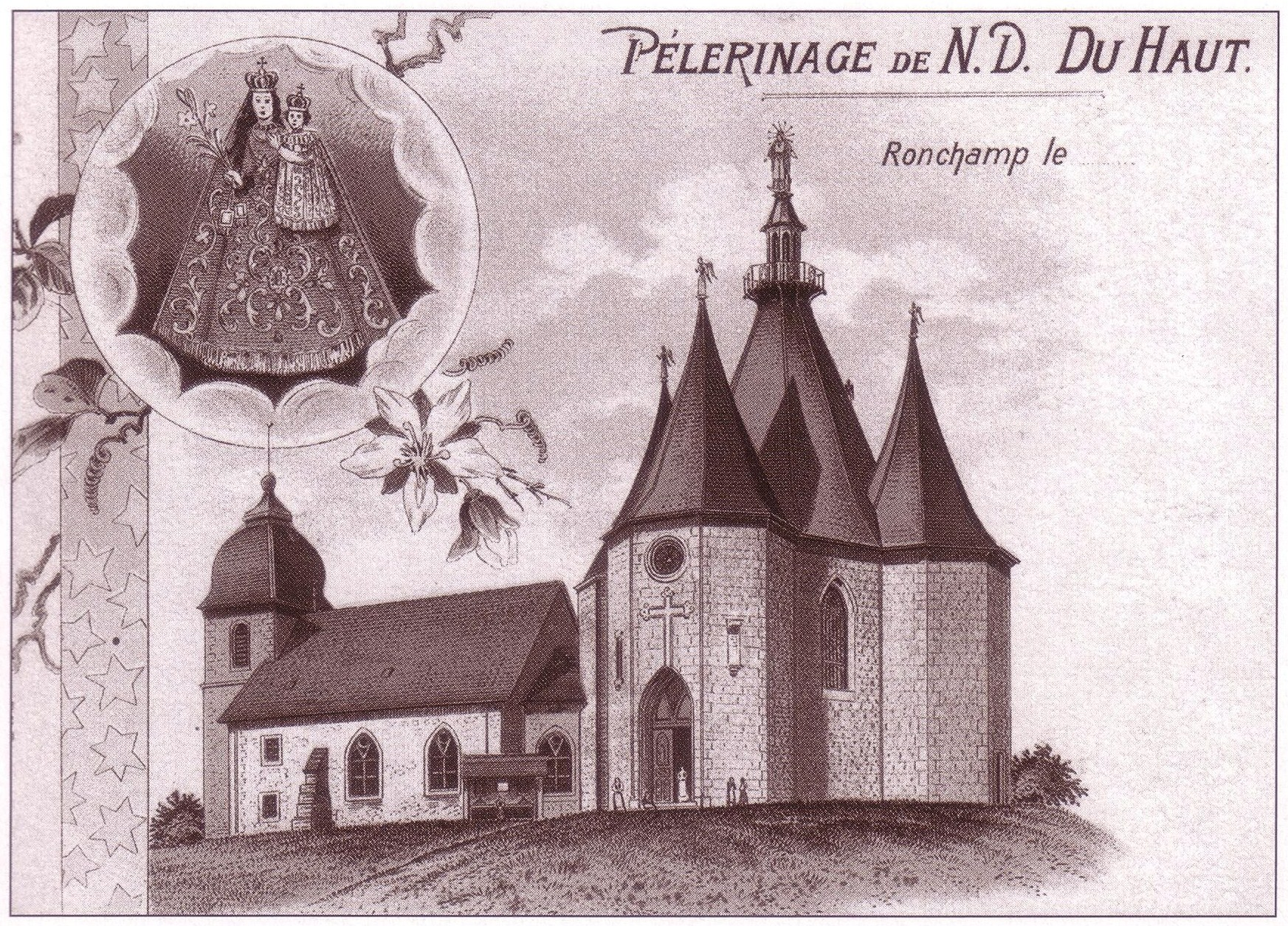
Původní gotický kostel

Kaple je situována 21 km od Belfortu ve východní Francii. Historie tohoto tajemného místa inspirovala Le Corbusiera při tvorbě návrhu stavby. Význam tohoto místa, které sloužilo ke kultovnímu uctívání Slunce již v předkřesťanských dobách, pokračuje Římany, až do poloviny 20. století byl věnován Panně Marii. Kaple stojí na základech gotického kostela zničeného během druhé světové války. Po válce padlo rozhodnutí kapli znovu vybudovat.
Původní kaple byla postavena z kamene, který se z ruin použil při stavbě nové. Charakter okolí vedl k architektonickému návrhu, který má mnoho společného s řeckou Akropolí- cesta, představující parthenónské procesí, stoupá zpod kopce na vrchol, doprovázená architektonickými a přírodními prvky. Až po výstupu se otevírá pohled na kapli a výhled na všechny světové strany a na Jurské vrchy. Kaple je známá svým jednoduchým estetickým uměleckým vyjádřením, se spoustou oken umístěných na základě moduloru a střechou otočenou směrem nahoru. Tato střecha představuje podle křesťanské koncepce "Boží loď", která přináší bezpečí a spásu jejím následníkům.

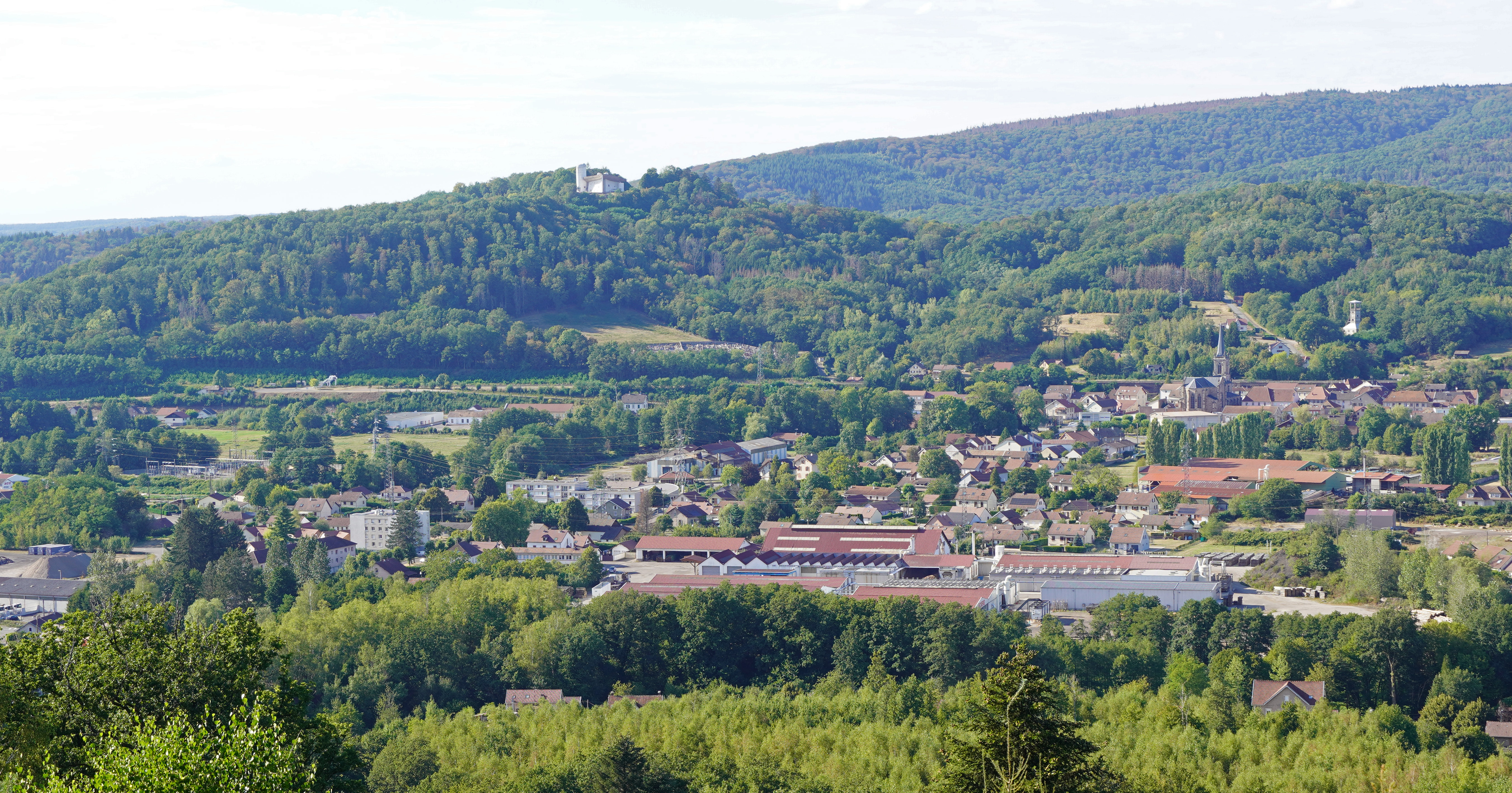
Pohled na kapli nad obcí Ronchamp

Kaple je poutní místo a během svátků ji navštěvují tisíce lidí. Proto také Le Corbusier navrhl rovněž i venkovní oltář. Známá socha Panny Marie, která byla zachráněna z rozvalin původní kaple, je umístěna ve speciálním zasklení otvorů ve stěně a může být otočena tváří dovnitř, nebo ven. Interiér působí dojmem prázdnoty, pro poutníka je jen dalším bodem na jeho cestě.
V okolí kaple postavil Le Corbusier ještě poutní dům, dům pro kněze a stupňovitou Mírovou pyramidu jako památník obětí světových válek, zejména vojáků, kteří zahynuli v roce 1944 při osvobození Ronchampu. V roce 1975 přidal architekt Jean Prouvé ke kapli jednoduchou zvonici (tři zvony zavěšené na traverzách) a v roce 2011 doplnil celý komplex Renzo Piano klášterem klarisek s kaplí sv. Kláry a vstupní budovou La Porterie, kde je recepce a výstavní sál.

## Struktura
Kaple je postavena hlavně z betonu a kamene z trosek původní kaple. Hlavní část budovy se skládá ze dvou betonových membrán, které jsou na koncích zaoblené, konstrukce stojí na betonových sloupech vkládaných do štěrku jako iluze beztíže a tvoří stabilní základ pro oblou, člunovitou střechu. Byla navržena tak, aby dešťová voda stékala a dotvářela dramatickou přírodní fontánu abstraktních tvarů umístěných na zemi. Její sochařská forma připomíná mikrokosmos, který doplňuje nebe, moře a hory. Le Corbusier viděl hory a moře jako dva protichůdné body, ale zároveň kompletní póly přírodního světa.
Na Akropoli v Řecku probíhá tato linie od hor k moři v přístavu Piraeus. V Ronchampu bylo chybějící moře nahrazeno exteriérovou studnou. V šerém prostoru kaple se střecha zvedá, podlaha se sklání, západní stěna se točí jako vlna, jakoby celý prostor popisoval vodu. Mezi střechou a stěnou je několikacentimetrový prostor, který propouští světlo a dává budově větší dramatičnost. Celý interiér je plný rozptýleného a nepravidelného světla z otvorů různých velikostí vyplněných barevným sklem, což dotváří tajemný charakter prostoru a umocňuje spojení budovy s přírodou.

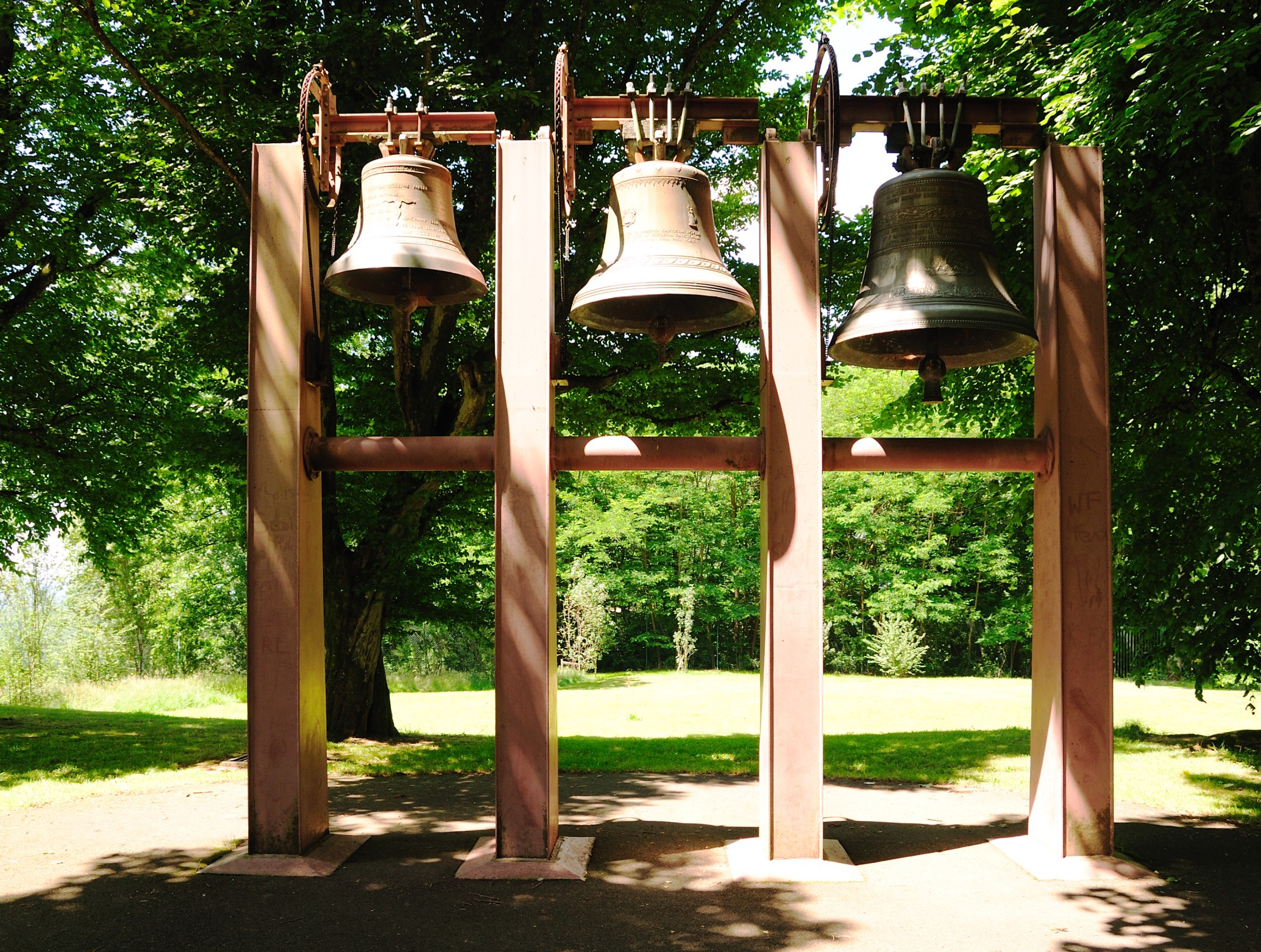
Zvonice

Vchod je ze dvou stran, hlavní oltář a tři kaple jsou umístěny uvnitř věží, na stěnách z nastříkaného betonu. Stěny evokující románské kostely a středověké charakteristické budovy, včetně jedné severoafrické mešity, kterou Le Corbusier navštívil.
Malé kaple uvnitř připomínají jeskyně osvětlené shora, které mají svůj původ v kamenných pokojích Hadriánovy vily. Podlaha je z betonové mazaniny. Věže jsou z kamene na betonových základech. Interiérové stěny jsou bílé, sloupy šedé, lavice jsou vyrobeny z afrického dřeva a některé části stavby, jako například oltář, jsou z bílého kamene z Burgundska.
Naproti fontáně se nacházejí zvony, u kterých Le Corbusier trval na tom, aby byly elektronicky programovány a hrály moderní hudbu Edgara Varese.